# Metody otrzymywania kryształów syntetycznych
Metody otrzymywania kryształów syntetycznych – zbiór metod prowadzących do otrzymywania mniej lub bardziej doskonałych kryształów.
Metody te zaczęto rozwijać w XIX wieku. W wieku XX opanowano techniki otrzymywania materiałów syntetycznych o takiej jakości, że często przewyższają właściwościami najwyższej jakości materiały naturalne. 
Syntetyczne materiały gemmologiczne można podzielić na monokrystaliczne, polikrystaliczne i amorficzne.

## Podział metod
Większość technologii otrzymywania materiałów syntetycznych skierowana jest na produkcję materiałów monokrystalicznych.
Metody:
- wykorzystujące materiał jednoskładnikowy; można je podzielić na metody stosujące przejście materiału ze stanu:
  - stałego w stały, np. odszklenie i  wyżarzanie
  - ciekłego w stały, np. metoda Czochralskiego, metoda Verneuila, metoda Kryopulosa, metoda Bridgmana, wędrującej strefy stopionej(inne języki) (topienia strefowego)
  - gazowego w stały, np. sublimacja–kondensacja, wzrost w próżni
- wykorzystujące substraty wieloskładnikowe; można je podzielić na metody stosujące przejście substratu ze stanu:
  - stałego w stały, np. krystalizacja w roztworze stałym
  - ciekłego w stały, np. wzrost z roztworu, wzrost przez reakcję chemiczną w roztworze wodnym, bezwodnym, w warunkach hydrotermalnych, kriogenicznych
  - gazowego w stały, np.  wzrost przez reakcje odwracalne, heteroepitaksję.

## Otrzymywanie kryształów w warunkach wysokiego ciśnienia i temperatury
W warunkach podwyższonego ciśnienia i odpowiednio zwiększonej temperatury  można wywołać proces rekrystalizacji niemal dowolnego materiału zdolnego do krystalizacji. 
Urządzenie do krystalizacji w tych warunkach ma formę prasy składającej się zwykle z kilku przeciwstawnych trzpieni zaciskających się współśrodkowo. Obszar największych ciśnień jest ogrzewany elektrycznie. W prasach tego typu można osiągnąć ciśnienie rzędu 100 000 atmosfer w temperaturach rzędu kilku tysięcy stopni Celsjusza. Takie warunki mogą być podtrzymywane długi czas.  
W procesie rekrystalizacji można stosować też mineralizatory (substancje o własnościach katalitycznych – spełniają one funkcje topnika tworzącego roztwór z krystalizowaną substancją).